# Puto pacificus
Puto pacificus är en insektsart som beskrevs av Mckenzie 1967. Puto pacificus ingår i släktet Puto och familjen ullsköldlöss. Inga underarter finns listade i Catalogue of Life.